# Eva Novotny
Eva Novotny é uma astrônoma e astrofísica nascida na República Tcheca e radicada no Reino Unido. Autora do livro Introduction to stellar atmospheres and interiors, publicado originalmente em 1973, em que apresenta as propriedades das atmosferas estelares e sua evolução, com especial ênfase à transferência de radiação e às propriedades físicas dos gases.  

## Biografia
Eva Novotny nasceu em 1934 em Brno, República Tcheca. Graduou-se no Barnard College, da Universidade de Columbia, em Nova Iorque (1955), onde também obteve seu título de Ph.D. Foi professora-assistente da Universidade da Pensilvânia, pesquisadora associada do Departamento de Matemática Aplicada e Astronomia da University College Cardiff e, antes de se aposentar, foi professora e pesquisadora associada do Instituto de Astronomia da Universidade de Cambrigde. 
Eva Novotny também atuou como coordenadora de assuntos sobre modificação genética na organização Scientists for Global Responsibility (SGR), onde produziu relatórios e cartas sobre o assunto para autoridades públicas. Sobre o tema, ela afirmou que "não devemos precipitar uma irreversível cadeia de evolução biológica que acaba em catástrofe".